# João de Ceita Nazaré
João de Ceita Nazaré (Trindade, 22 agosto 1973) è un vescovo cattolico saotomense, dal 9 gennaio 2024 vescovo di São Tomé e Príncipe.

## Biografia
Nasce a Trindade nel 1973.
Ha frequentato il Seminario maggiore di Lisbona, ricevendo l'ordinazione sacerdotale il 4 agosto 2006.
Ha proseguito i suoi studi, ottenendo una licenza in teologia presso l'Università cattolica del Portogallo e una licenza in letteratura portoghese presso l'Istituto politecnico di Bragança.
Rientrato nella sua diocesi, è stato parroco ad Angolares e Ribeira Afonso dal 2007 al 2016, responsabile della Caritas diocesana e di Rádio Jubilar e docente all'Università di São Tomé e Príncipe.
Nel 2010 viene nominato vicario generale della diocesi de São Tomé e Príncipe, rimanendo in carica fino al 2022, quando è stato nominato delegato dell'amministratore apostolico.
Dal 2016 fino alla sua nomina episcopale, è stato parroco della Cattedrale di São Tomé.

### Ministero episcopale
Il 9 gennaio 2024, papa Francesco lo nomina vescovo di São Tomé e Príncipe; succede a Manuel António Mendes dos Santos precedentemente dimessosi.
Il 17 marzo seguente ha ricevuto l'ordinazione episcopale dall'arcivescovo Giovanni Gaspari, nunzio apostolico in Angola e São Tomé e Príncipe; co-consacranti l'arcivescovo José Manuel Imbamba e il vescovo Manuel António Mendes dos Santos.

## Genealogia episcopale
La genealogia episcopale è:
- Cardinale Scipione Rebiba
- Cardinale Giulio Antonio Santori
- Cardinale Girolamo Bernerio, O.P.
- Arcivescovo Galeazzo Sanvitale
- Cardinale Ludovico Ludovisi
- Cardinale Luigi Caetani
- Cardinale Ulderico Carpegna
- Cardinale Paluzzo Paluzzi Altieri degli Albertoni
- Papa Benedetto XIII
- Papa Benedetto XIV
- Papa Clemente XIII
- Cardinale Bernardino Giraud
- Cardinale Alessandro Mattei
- Cardinale Pietro Francesco Galleffi
- Cardinale Giacomo Filippo Fransoni
- Cardinale Antonio Saverio De Luca
- Arcivescovo Gregor Leonhard Andreas von Scherr, O.S.B.
- Arcivescovo Friedrich von Schreiber
- Arcivescovo Franz Joseph von Stein
- Arcivescovo Joseph von Schork
- Vescovo Ferdinand von Schlör
- Arcivescovo Johann Jakob von Hauck
- Vescovo Ludwig Sebastian
- Cardinale Joseph Wendel
- Arcivescovo Josef Schneider
- Vescovo Josef Stangl
- Papa Benedetto XVI
- Cardinale Pietro Parolin
- Arcivescovo Giovanni Gaspari
- Vescovo João de Ceita Nazaré